# Kloster Muldawa

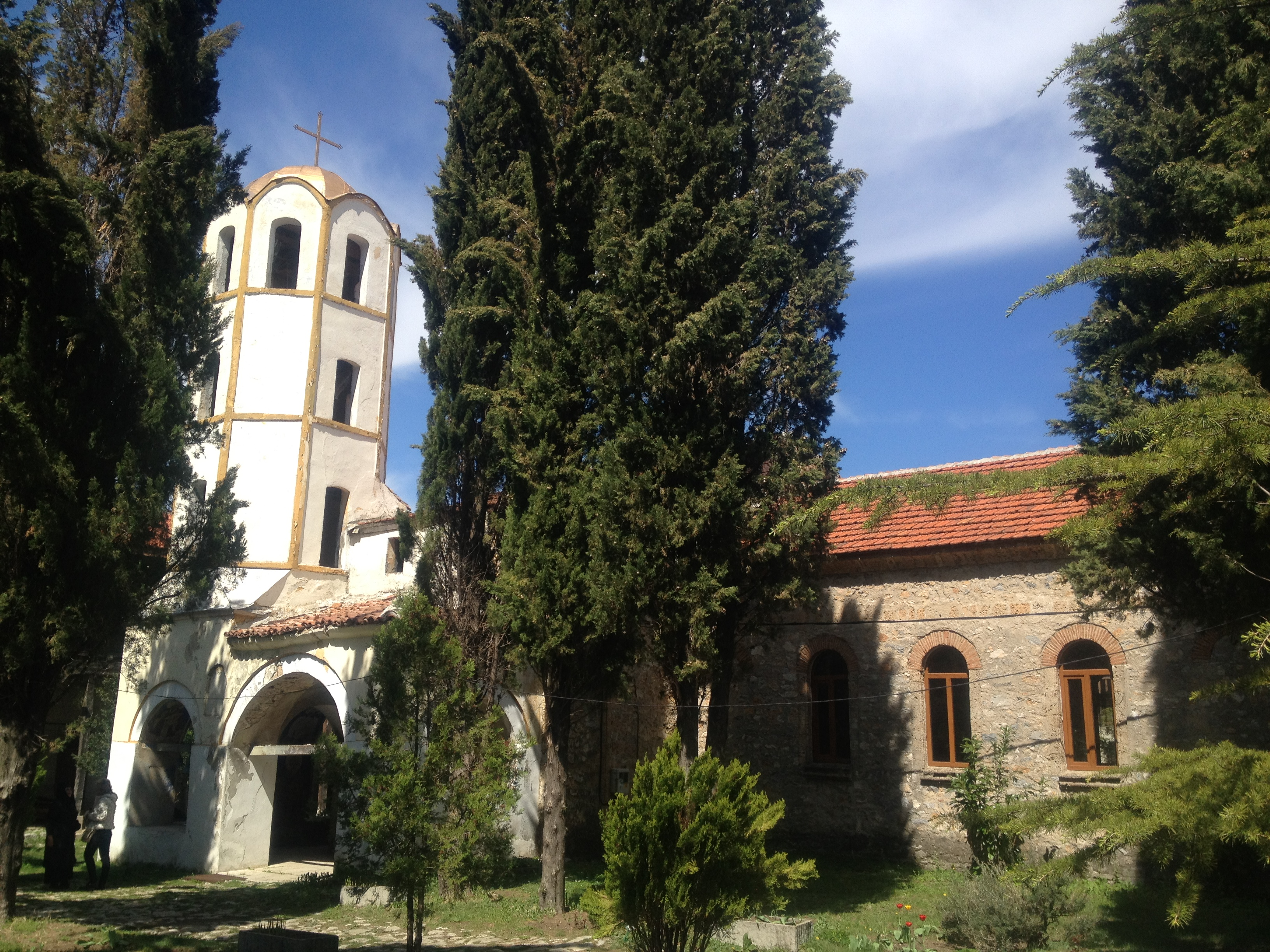
Klosterkirche »Hl. Petka« (2012)

Das Kloster Muldawa »Hl. Petka« (bulgarisch Мулдавски манастир »Св. Петка«) ist ein Nonnenkloster im geistlichen Bezirk Assenowgrad der Diözese Plowdiw der Bulgarisch-Orthodoxen Kirche. Es wurde vermutlich Ende des 14. oder Anfang des 15. Jahrhunderts als Mönchskloster gegründet. Bekanntheit hat es als Zufluchtsort für den bulgarischen Freiheitskämpfer Wassil Lewski erlangt.

## Lage
Es befindet sich ca. 4 km südöstlich der Stadt Assenowgrad (Асеновград) auf einer großen Terrasse am Nordhang des Dobrostan-Bergrückens in den Rhodopen. Es liegt abgeschieden im Südwesten des Dorfs Muldawa (с. Мулдава) und ist nur über einen Fahrweg erreichbar.

## Geschichte
Das Kloster wurde in der Nähe einer heilenden Quelle angelegt. Als Patronin wählten die Mönche die Heilige Paraskewa (Света Параскева), die auch unter dem Namen Heilige Petka (Света Петка) bekannt ist. Über die Gründung selbst liegen keine verlässlichen Daten vor. Vermutlich erfolgte sie Ende des 14. oder Anfang des 15. Jahrhunderts, d. h. zum Ende des Zweiten Bulgarischen Reichs oder zu Beginn der osmanischen Herrschaft. Erste urkundliche Erwähnung fand das Kloster in einem türkischen Dokument aus der Mitte des 16. Jahrhunderts.
Bis zum Russisch-Osmanischen Krieg (1877/78) wurde das Kloster dreimal zerstört, jedoch immer wieder aufgebaut. Eine erhaltene Inschrift über der Tür der Klosterkirche »Hl. Petka« belegt, dass der letzte Wiederaufbau 1836 stattfand. Während des Abzugs der osmanischen Truppen wurde das Kloster letztmalig geplündert. Trotz der Zerstörungen war es während der gesamten Periode der osmanischen Herrschaft ein wichtiges kulturelles Zentrum. Eine Klosterschule wurde eingerichtet, die bis ins Jahr 1888 Bestand hatte. Das Kloster besaß eine reichhaltige Bibliothek, in der auch wertvolle Handschriften aufbewahrt wurden. Diese wurden jedoch im Zuge des Bulgarisch-griechischen Kirchenkampfs von griechischen Mönchen entwendet und vernichtet. In der zweiten Hälfte der 1850er Jahre initiierte Igumen (Klostervorsteher) Sofronij (Софроний) die Gründung des nahe gelegenen Klosters Arapowo, zu dessen Igumen er später gewählt wurde. Auch im Kampf um die Unabhängigkeit Bulgariens kam dem Kloster Bedeutung zu, da es dem Freiheitskämpfer Wassil Lewski mehrfach sichere Zuflucht bot. Sein ehemaliges Versteck befand sich unter den Räumlichkeiten des Igumen und ist bis heute erhalten.
An der heiligen Quelle, ca. 20 m nördlich des Klosterkomplexes, wurde 1888 die Kapelle »Hll. Uneigennützige Kosmas und Damian« (Св. св. Безсребреници Козма и Дамян) fertig gestellt. 1894 erhielt die Klosterkirche ihren Glockenturm.
Während und nach dem Septemberaufstand im Jahre 1923 verbarg sich eine Gruppe von Kommunisten aus dem nahe gelegenen Dorf Tscherwen (Червен) in den Wäldern des Klosters. Über einen Monat lang gaben ihnen die Mönche Schutz und versorgten sie mit Nahrung. Als dies zu gefährlich wurde, brachten die Mönche die Verfolgten im Backofen des Klosters unter. Im ehemaligen Versteck von Lewski konnten die Kämpfer ein Waffenlager anlegen.
Im Jahr 1946 kam es zum teilweisen Einsturz der 1836 restaurierten Klosterkirche. Dabei blieben nur ihre Westwand sowie die innere (Esonarthex) und die äußere Vorhalle (Exonarthex) erhalten. Die Kirche wurde 1951 aus Stein wiedererrichtet. Der Bau wurde etwas schmäler und niedriger ausgeführt als zuvor. Seit 1973 ist das Kloster als nationales Kulturdenkmal gelistet. Am 3. Oktober 2010 zerstörte ein Brand die Hälfte der Gebäude. Diesem fiel auch der Nordflügel des Klosters zum Opfer, in dem sich die Bibliothek und die Zellen befanden. Vom ersten Kabinett Borissow wurden 3 Millionen Lewa für den Wiederaufbau bereitgestellt. Am 14. Oktober 2023 konnte von Metropolit Nikolaj von Plowdiw die erste Heilige Liturgie im restaurierten Kloster gefeiert werden.

## Kunst und Architektur

### Klosteranlage

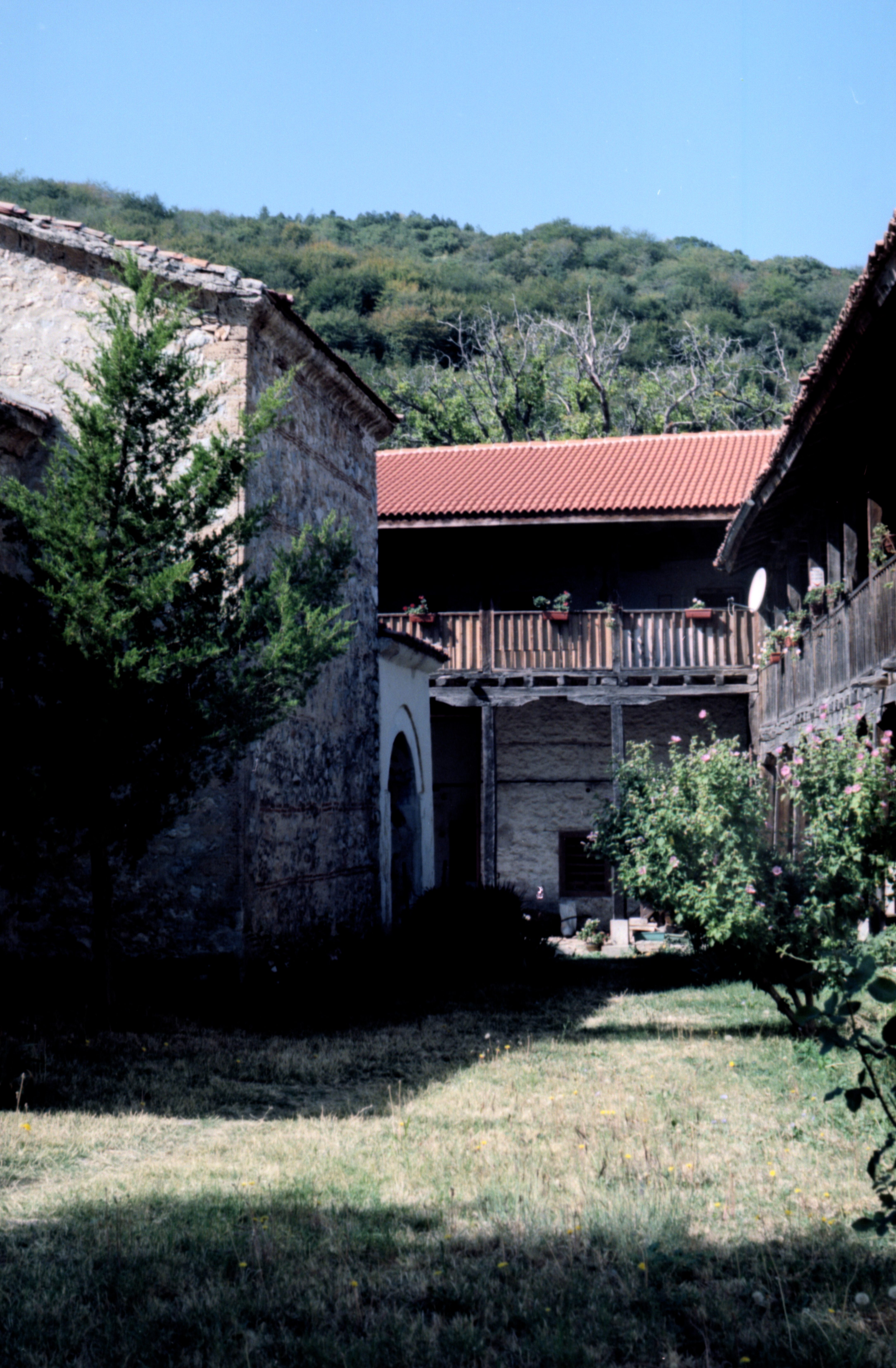
Klosterhof (2016)

Der Klosterkomplex beschreibt ein nach Norden ausgerichtetes Rechteck. Er umfasst zwei Höfe. In Norden liegt der Klosterhof, der an drei Seiten von zweistöckigen Wohngebäuden mit offenen Galerien umschlossen ist. Diese Bauten stammen aus der ersten Hälfte des 19. Jahrhunderts. Auf der Nordseite des Klosterhofs erhebt sich die mit ihrer Apsis nach Osten orientierte Kirche »Hl. Petka« mit einem imposanten Glockenturm. Nach Süden hin ist der Klosterhof durch eine Mauer vom etwas kleineren Wirtschaftshof abgetrennt. Dieser wird durch hohe Mauern und verschiedene Wirtschaftsgebäude umrahmt. In der Nähe der Klosterpforte im Ostflügel ist ein Bas-Relief angebracht, das an Wassil Lewski erinnert.

### Kirche »Hl. Petka«

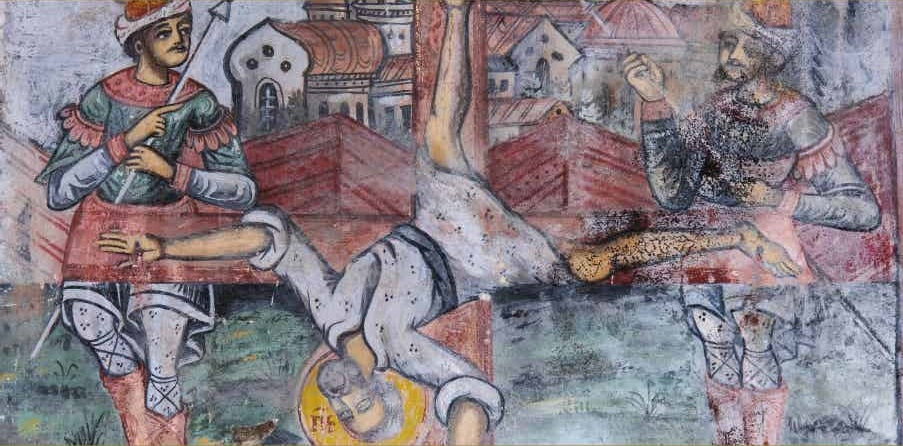
Fresko "Das Martyrium des Hl. Petrus" aus dem Jahr 1840

Die Klosterkirche vereint Bauteile mehrerer Epochen: die äußere und die innere Vorhalle von 1836, den Glockenturm aus dem Jahre 1894 und das Kirchenschiff von 1951. 1837 konnte der Ikonostas fertiggestellt werden. Die Fresken an den Wänden der Kirche sowie der inneren und äußeren Vorhalle wurden 1840 durch Meister Krăstju Sachariew (Кръстю Захариев) aus Trjawna und seine Söhne Georgi und Petăr geschaffen. Herausragende Kunstwerke stellen die Fresken "Das Jüngste Gericht" („Страшният съд“) und "Das Martyrium des Hl. Petrus" („Мъчението на Св. Петър“) im Esonarthex sowie  "Der Erzengel Michael holt die Seele des Reichen" („Архангел Михаил изважда душата на богаташа”) an der Rückwand des Exonarthex dar. In der Kirche werden mehrere wertvolle Ikonen aufbewahrt, u.a. "Die Hl. Petka mit Vita" („Св. Петка с жития“) von Krăstju Sachariew, die Ikonen "Heilige Muttergottes von Kykkos" („Света Богородица от Кикос“) und "Die lebensspendende Quelle" („Живоносен източник“) des Künstlers Sachari Sograf (Захари Зограф) sowie verschiedene Ikonen von Petăr Minjow (Петър Миньов) aus Trjawna.

### Kapelle »Hll. Kosmas und Damian«

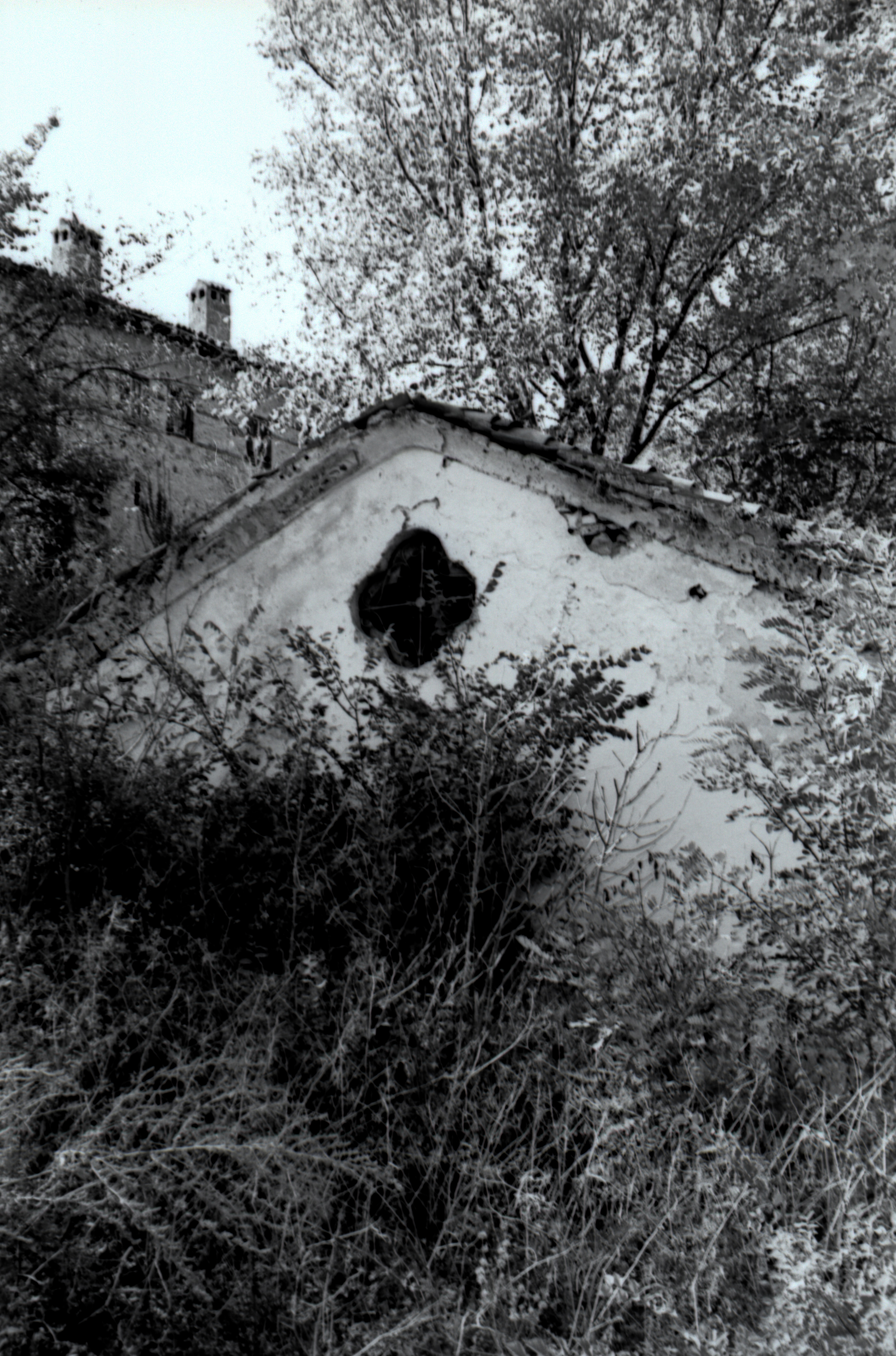
Kapelle »Hll. Kosmas und Damian« (2016)

Die Wandmalereien in der Kapelle sind 1888 von einem unbekannten Meister ausgeführt worden. Ihr Stil steht den Fresken im Exo- und Esonarthex sehr nahe.

## Gedenktage
Das Patronatsfest des Klosters ist der Gedenktag der Hl. Paraskewa von Iași am 14. Oktober. Jeweils am 19. Februar, oder, falls dieser Tag nicht auf einen Sonntag fällt, am Sonntag davor, wird der Hinrichtung Wassil Lewskis am 6. Februarjul. / 18. Februar 1873greg. mit einer Wallfahrt gedacht.